# Proveta (mecànica)
Una proveta, en ciència de materials, és una peça (generalment de dimensions normalitzades), constituïda per un determinat material les característiques del qual es desitgen estudiar.
En control de qualitat de materials de construcció es fan assaigs físic-químics per determinació de la porositat, densitat real i densitat aparent; presència de ciment aluminós; profunditat de carbonatació; contingut de clorurs; contingut de ciment, composició ponderal i relació aigua/ciment; desgast per fregament sobre dos provetes cilíndriques, assaigs a flexió, compressió i tracció.
Les proves habituals per determinar les característiques d'una proveta son observació a lupa binocular, microscopia òptica petrogràfica, microscopia electrònica de rastreig amb anàlisi puntual, difracció de raig X, anàlisi termogravimètrica, caracterització de la composició dels compostos orgànics per Infraroig, determinació de la composició química per fluorescència de raig X, determinació qualitativa del tipus de sals solubles mitjançant tiretes d'anàlisis (sulfats, nitrats/nitrits i clorurs), prospecció amb termovisió i test aluminós.
La proveta en l'assaig de tracció se sosté i agafa pels dos extrems, alhora que una força de tracció F (vegeu figura) s'aplica a velocitat constant; obtenint-se la corba tensió-deformació :
|  | - L0 = Longitud inicial - S0 = Secció inicial - D0 = Diàmetre inicial Proveta normalitzada: {\displaystyle L_{0}=5,65\times {\sqrt {So}}} amb (D0=20mm, L0=100mm) o (D0=10mm, L0=50mm) |

Les provetes testimoni són un mètode utilitzat en la detecció i control de la corrosió. Consisteix a inserir en el sistema (canonades, reactors, etc) unes provetes fetes del mateix metall que el sistema a monitorar. Periòdicament s'extreuen, se'n mira l'aspecte i es pesen. Mitjançant la diferència de pes es pot saber l'avanç de la corrosió i gràcies a la inspecció visual el tipus de corrosió. Se suposa que el comportament de les provetes és similar al del sistema.